# Am Wendepunkt
Am Wendepunkt ist ein US-amerikanischer Spielfilm aus dem Jahr 1977.

## Handlung
Deedee Rogers lebt mit ihrer Familie in Oklahoma City. Die frühere Balletttänzerin hat ihre Karriere für ihr Familienleben beendet und leitet mit ihrem Mann Wayne eine Ballettschule. Deedees frühere Kollegin Emma Jacklin kommt mit ihrem Ensemble in die Stadt, um dort eine Vorstellung zu geben. Die beiden Freundinnen treffen sich, wobei Deedee Emma um ihr Leben als Showstar beneidet. Doch die in die Jahre gekommene Emma weiß, dass ihre Tage als Tänzerin gezählt sind. Sie wünscht sich insgeheim ein erfülltes Familienleben.
Als Deedees talentierte Tochter Emilia nach New York zieht, um Emmas Ensemble beizutreten, kommt es zu Spannungen. Emma kümmert sich mütterlich um Emilia, die sich in den Tänzer Yuri verliebt hat. Deedee glaubt, ihre Mutterrolle an Emma verloren zu haben. Nach Emilias erfolgreichem Debüt kommt es zwischen Deedee und Emma zu einem erbitterten Streit. Erst als ihnen klar wird, dass sie zusammen für Emilias glückliche Zukunft sorgen können, schließen sie Frieden.

## Kritiken
Das Lexikon des internationalen Films schrieb über den Film: „Psychologisch zutreffend, genau im Detail, macht der Film die menschliche Problematik eindringlich bewußt. Hervorragend gespielt, mit faszinierenden Ballettszenen.“
Die Filmzeitschrift Cinema beschrieb „das nachdenkliche, grandios gespielte Ballettdrama“ als „bewegendes Psychogramm der Tanzszene“.
Die Variety bezeichnete den Film als einen der Besten seiner Ära. Er sei eines der seltenen Beispiele des Zusammenwirkens von Schlüsselelementen und Ensemble.

## Auszeichnungen
Der Film wurde mehrfach für Filmpreise nominiert und konnte einige gewinnen.
1978 bekam der Film elf Oscarnominierungen, konnte jedoch keine einzige der begehrten Statuen gewinnen. Damit ist Am Wendepunkt neben Die Farbe Lila (1985) der Film mit den meisten Nominierungen ohne Gewinn. Die Nominierungen gab es in den Kategorien Bester Film, Beste Regie, Beste Hauptdarstellerin (Shirley MacLaine und Anne Bancroft), Beste Nebendarstellerin (Leslie Browne), Bester Nebendarsteller (Mikhail Baryshnikov), Bestes Originaldrehbuch, Beste Kamera, Bester Schnitt, Bestes Szenenbild (Albert Brenner und Marvin March) und Bester Ton (Theodore Soderberg, Paul Wells, Douglas O. Williams, Jerry Jost).
Der Film konnte zwei Golden Globes gewinnen, als Bester Film und für die Beste Regie. Nominiert waren Anne Bancroft (Beste Hauptdarstellerin), Mikhail Baryshnikov (Bester Nebendarsteller), Leslie Browne (Beste Nebendarstellerin) und Arthur Laurents (Bestes Filmdrehbuch).
Weitere Auszeichnungen waren der Eddie der American Cinema Editors für William Reynolds, einen Spezial-David di Donatello für Mikhail Baryshnikov (for his performance in the movie and his contributions to the art of dancing), den WGA Award der Writers Guild of America, drei NBR Awards als Bester Film und für Anne Bancroft als Beste Hauptdarstellerin und Tom Skerritt als Bester Nebendarsteller. Dazu kamen noch ein LAFCA Award der Los Angeles Film Critics Association für Herbert Ross für die Beste Regie und der Golden Reel Award der Motion Picture Sound Editors für den besten Dialogschnitt.
Nominierungen bekam der Film für den DGA Award der Directors Guild of America, den British Academy Film Award der British Academy of Film and Television Arts (BAFTA) für Anne Bancroft als Beste Hauptdarstellerin und den Japanese Academy Award als Bester ausländischer Film.

## Hintergrund
Die Premiere hatte der Film am 14. November 1977. In Deutschland kam er erstmals am 17. März 1978 in die Kinos.
Die Tänzer des Ensembles wurden unter anderen von Fernando Bujones, Richard Cragun, Suzanne Farrell und Marcia Haydée dargestellt.
Mikhail Baryshnikov und Leslie Browne gaben hier ihre Filmdebüts.